# Scorpius
Scorpius, o Escorpião, é uma constelação do zodíaco. O genitivo, usado para formar nomes de estrelas, é Scorpii.
A constelação de Escorpião é facilmente visualizada nas noites de inverno no hemisfério sul (ou de verão do hemisfério norte); e encontra-se a maior parte do tempo ofuscada pelo Sol nos meses de verão no hemisfério sul. Por volta de novembro o Sol encontra-se sobre esta constelação.
As constelações vizinhas, conforme a padronização atual, são o Sagitário, o Serpentário, a Balança, o Lobo, o Esquadro, o Altar e a Coroa do Sul.
Segundo o mito grego, seu inimigo mortal é o caçador Órion. De fato, em consideração histórica para com esse mito, a União Astronômica Internacional optou por manter até hoje as representações constelares do Órion e do Escorpião em pontos diametralmente opostos no céu.

## Tabela de estrelas
| Estrela          | Magnitude aparente | Magnitude absoluta | Distância (Anos-luz) | Classe espectral |
| ---------------- | ------------------ | ------------------ | -------------------- | ---------------- |
| Antares (α Sco)  | 1,06               | -5,28              | 604                  | M1.5Iab-Ib+B4Ve  |
| Shaula (λ Sco)   | 1,62               | -5,05              | 703                  | B2IV+B           |
| Sargas (θ Sco)   | 1,86               | -2,75              | 272                  | F1II             |
| Larawag (ε Sco)  | 2,29               | 0,78               | 65                   | K2.5III          |
| Dschubba (δ Sco) | 2,29               | -3,16              | 402                  | B0.3IV           |
| κ Sco            | 2,39               | -3,38              | 464                  | B1.5III          |
| Acrab (β1 Sco)   | 2,56               | -3,50              | 530                  | B1V              |
| Lesath (υ Sco)   | 2,70               | -3,31              | 519                  | B2IV             |
| Al Niyat (τ Sco) | 2,82               | -2,78              | 430                  | B0V              |
| π Sco            | 2,89               | -2,85              | 459                  | B1V+B2V          |
| Al Niyat (σ Sco) | 2,90               | -3,86              | 735                  | B1III            |
| ι1 Sco           | 2,99               | -5,71              | 1 792                | F2Iae            |
| μ1 Sco           | 3,00               | -4,01              | 822                  | B1.5V+B6.5V      |
| G Sco            | 3,19               | 0,24               | 127                  | K2III            |
| η Sco            | 3,32               | 1,61               | 72                   | F3III-IVp        |
| μ2 Sco           | 3,56               | -2,44              | 517                  | B2IV             |
| ζ2 Sco           | 3,62               | 0,30               | 151                  | K4III            |
| ρ Sco            | 3,87               | -1,62              | 409                  | B2IV-V           |
| ω1 Sco           | 3,93               | -1,64              | 424                  | B1V              |
| Jabbah (ν Sco)   | 4,00               | -1,63              | 437                  | B3V              |
| HR 6166          | 4,18               | -0,90              | 339                  | K6III            |
| HR 6143          | 4,24               | -2,56              | 746                  | B2III-IV         |
| HR 6546          | 4,26               | 1,03               | 144                  | K0IIIb           |
| ω2 Sco           | 4,31               | -0,24              | 265                  | G3II-III         |
| ο Sco            | 4,55               | -3,24              | 1 178                | A5II             |
| 13 Sco           | 4,58               | -1,20              | 468                  | B2V              |
| 2 Sco            | 4,59               | -1,03              | 434                  | B2.5Vn           |
| 1 Sco            | 4,63               | -1,39              | 522                  | B3V              |
| ζ1 Sco           | 4,70               | -5,03              | 2 887*               | B1Iape           |
| ι2 Sco           | 4,78               | -5,50              | 3 707*               | A2Ib             |
| 22 Sco           | 4,79               | -0,61              | 393                  | B2V              |
| HR 6628          | 4,79               | -1,56              | 607                  | B8V              |
| d Sco            | 4,80               | 1,63               | 140                  | A0V              |
| HR 6334          | 4,83               | -4,74              | 2 674*               | B1Ia             |
| HR 6675          | 4,85               | -0,29              | 347                  | K2III            |
| HR 6682          | 4,88               | -1,24              | 547                  | M0III            |
| Acrab (β2 Sco)   | 4,90               | -2,80              | 1 133                | B2V              |
| ψ Sco            | 4,93               | 1,41               | 165                  | A3IV             |
| HR 5969          | 4,96               | 0,90               | 212                  | K5III            |
| HR 6316          | 5,03               | -0,86              | 491                  | B8V              |
| HR 6371          | 5,06               | 0,24               | 300                  | G8-K0III+G       |
| HR 6017          | 5,09               | 0,62               | 255                  | K3III            |
| HR 6460          | 5,10               | -1,73              | 757                  | B7III            |
| HR 6245          | 5,23               | -6,36              | 6 796*               | O8Iaf            |
| χ Sco            | 5,24               | -0,41              | 439                  | K3III            |
| HR 6142          | 5,31               | -6,79              | 8 584*               | B1Iae            |
| HR 6001          | 5,35               | -0,23              | 425                  | M2III            |
| HR 6094          | 5,37               | 4,82               | 42                   | G5V              |
| HR 5906          | 5,38               | -0,14              | 414                  | B6IVn            |
| HR 5907          | 5,41               | 0,01               | 393                  | B2.5Vne          |
| HR 6100          | 5,42               | -0,36              | 468                  | B8IV             |
| V913 Sco         | 5,43               | -0,45              | 488                  | B5IV             |
| 16 Sco           | 5,43               | 1,01               | 250                  | A4V              |
| HR 6260          | 5,46               | -5,84              | 5 931*               | B0.5Ia           |
| V918 Sco         | 5,46               | -4,39              | 3 049*               | O9Ia             |
| HR 6221          | 5,48               | 0,21               | 369                  | K0III            |
| 27 Sco           | 5,48               | -1,25              | 725                  | K5III            |
| 18 Sco           | 5,49               | 4,76               | 46                   | G2Va             |
| HR 6007          | 5,50               | -0,12              | 433                  | B8V              |

*A distância demasiado elevada para poder sofrer medição com precisão.
N.B. : Os valores numéricos provêm de dados obtidos pelo satélite Hipparcos 

## Meteoros
Na constelação do Escorpião estão os radiantes de três chuvas de meteoros, que podem ser observadas todos os anos na segunda quinzena de maio: omega escorpídeos (18 de maio), alfa escorpídeos (20 de maio) e lambda escorpídeos (24 de maio).